# Callan (serie televisiva)
Callan  è una serie televisiva britannica in 43 episodi trasmessi per la prima volta nel corso di 4 stagioni dal 1967 al 1972.
Callan è uno spin-off originato da un episodio della serie antologica Armchair Theatre, andato in onda nel 1967 e intitolato A Magnum for Schneider. Due film furono prodotti come seguiti della serie: uno pubblicato nel 1974 con il titolo omonimo (uscito in Italia come Agente Callan, spara a vista), l'altro nel 1981 con il titolo Wet Job (un film per la TV), entrambi con lo stesso attore come protagonista.

## Trama
David Callan è un killer professionista per un ramo dei servizi segreti del governo britannico noto come 'La Sezione', gestito dal colonnello Hunter ("Hunter" è uno pseudonimo che indica il capo corrente della sezione  e rimane lo stesso anche per capi diversi).

## Personaggi
- David Callan (stagioni 1-4), interpretato da Edward Woodward.
- Lonely (stagioni 1-4), interpretato da	Russell Hunter.
- Liz March (stagioni 1-4), interpretata da Lisa Langdon.
- Toby Meres (stagioni 1-4), interpretato da Anthony Valentine.
- Hunter #1 (stagioni 1-4), interpretato da Ronald Radd.
- Hunter #2 (stagione 2), interpretato da Michael Goodliffe.
- Hunter #3 (stagione 2), interpretato da Derek Bond.
- dottor Snell (stagioni 2-4), interpretato da Clifford Rose.
- Judd (stagioni 2-3), interpretato da	Harry Towb.
- Sir John Harvey (stagione 2), interpretato da	John Wentworth.
- Hunter #4 (stagioni 3-4), interpretato da William Squire.
- James Cross (stagioni 3-4), interpretato da Patrick Mower.
- Bishop (stagioni 3-4), interpretato da	Geoffrey Chater.
- Stafford (stagione 4), interpretato da	Paul Williamson.
- Richmond (stagione 4), interpretato da	T.P. McKenna.

## Produzione
La serie fu prodotta da ITV Weekend Television e Thames Television

### Registi
Tra i registi della serie sono accreditati:
- Peter Duguid (11 episodi, 1967-1972)
- Jim Goddard (6 episodi, 1969-1972)
- Mike Vardy (6 episodi, 1969-1972)
- Bill Bain (4 episodi, 1967-1972)
- Reginald Collin (4 episodi, 1969-1972)
- Piers Haggard (3 episodi, 1967-1970)
- Robert Tronson (3 episodi, 1967-1969)
- Voytek (3 episodi, 1970-1972)

## Distribuzione
La serie fu trasmessa sulla rete televisiva britannica Independent Television dal 1967 al 1972. 
In Italia è stata trasmessa con il titolo Callan.

## Episodi
| Stagione         | Episodi | Prima TV UK |
| ---------------- | ------- | ----------- |
| Prima stagione   | 6       | 1967        |
| Seconda stagione | 16      | 1969        |
| Terza stagione   | 8       | 1970        |
| Quarta stagione  | 13      | 1972        |